# Рік Неш
Рік Неш (англ. Rick Nash) - канадський хокеїст. Народився 16 червня 1984 року в місті Брамптон, Онтаріо. Чемпіон світу та дворазовий срібний призер. Учасник Олімпіади. Перший номер драфту НХЛ 2002 року.

## Біографія

### Кар'єра
На юнацькому рівні Рік виступав два сезони у складі команди ОХЛ Лондон Найтс. В першому з них він виграв приз найкращому новачку ліги. Всього ж за два сезони Неш зумів набрати 138 (63+75) очок в 112 поєдинках в регулярній першості і 25 (13+12) очок в 12 іграх в плей-оф. Також 2002 року хокеїст брав участь у молодіжному чемпіонаті світу в Чехії і виграв з командою срібні нагороди.
Завдяки такій результативності команда Колумбус Блю-Джекетс обрала Ріка під першим загальним номером на драфті НХЛ 2002. З першого ж сезону в 18-річному віці він почав виступи за свою нову команду і вже в першому поєдинку відзначився закинутою шайбою. В підсумку в своєму дебютному сезоні Неш набрав 39 очок, посівши 7-ме місце в команді за результативністю і потрапив до трійки претендентів на Колдер Трофі (приз, що вручається найкращому новачку сезону НХЛ).
Однак у другому сезоні Неш став не тільки найкращим бомбардиром та снайпером команди, але й забивши 41 шайбу став володарем Моріс Рішар Трофі, як найкращий снайпер ліги (разом з Джеромом Ігінлою та Іллею Ковальчуком). Окрім цього в 2004 році Рік Неш вперше в кар'єрі брав участь у матчі всіх зірок НХЛ.
Під час локауту в НХЛ в сезоні 2004-05 років, Рік виступав за команду швейцарської Національної ліги А — Давос. Разом з іншими гравцями НХЛ, Джо Торнтоном та Нікласом Хагманом, Неш привів свою команду до чемпіонства. Наприкінці сезону Ріка вперше було запрошено до національної збірної Канади для участі в чемпіонаті світу, що відбувався в Австрії. Збірна «кленового листа» посіла друге підсумкове місце, а Неш став другим бомбардиром на турнірі.
В наступні сезони Рік Неш став беззаперечним лідером команди, а з 12 березня 2008 року він є ще й капітаном Колумбусу. Оскільки команда з Огайо є однією з наймолодших в національній хокейній лізі, Рік Неш встиг встановити багато командних рекордів. Зокрема, він набрав найбільшу кількість очок в історії команди, забив найбільшу кількість шайб (всього, в більшості, в меншості, в рівних складах), зробив найбільше хет-триків, має другий показник в історії клубу з кількості результативних пасів, та третій результат за кількістю проведених матчів і набраних штрафних хвилин. В сезоні 2008-09 років команда вперше в своїй історії вийшла в плей-оф, передусім завдяки Нешу та молодому голкіперу Коламбусу  — Стіву Мейсону. Тож не дивно, що в липні 2009 року Ріку запропонували новий восьмирічний контракт на суму в $62,4 мільйони, під яким хокеїст поставив свій підпис. Угода почне свою дію з сезону 2010-11 років.
Окрім успіхів в команді, Неш встиг зіграти ще на двох чемпіонатах світу та на Олімпійських іграх в Турині. І якщо на Олімпіаді канадійці разом з Нешом виступили невдало, то на чемпіонаті світу 2007 в Москві вони були тріумфаторами. Самого Неша, котрий набрав 11 очок за результативність, організатори змагань обрали в символічну збірну турніру.
Наступного року чемпіонат проходив в Канаді і господарі сподівались порадувати місцеву публіку, подарувавши їм перемогу. Але дійшовши до фіналу канадійці програли росіянам. Більше того, саме помилка Ріка дозволила суперникам святкувати перемогу. В овертаймі фінального матчу Неш заробив вилучення, котре зуміли реалізувати росіяни.

## Статистика
| Сезон                        | Клуб                         | Ліга                         | Регулярний сезон             | Регулярний сезон             | Регулярний сезон             | Регулярний сезон             | Регулярний сезон             | Плей-оф | Плей-оф | Плей-оф | Плей-оф | Плей-оф |
| Сезон                        | Клуб                         | Ліга                         | І                            | Г                            | П                            | О                            | ШХ                           | І       | Г       | П       | О       | ШХ      |
| ---------------------------- | ---------------------------- | ---------------------------- | ---------------------------- | ---------------------------- | ---------------------------- | ---------------------------- | ---------------------------- | ------- | ------- | ------- | ------- | ------- |
| 2000-01                      | Лондон Найтс                 | ОХЛ                          | 58                           | 31                           | 35                           | 66                           | 56                           | 4       | 3       | 3       | 6       | 8       |
| 2001-02                      | Лондон Найтс                 | ОХЛ                          | 54                           | 32                           | 40                           | 72                           | 88                           | 12      | 10      | 9       | 19      | 21      |
| 2002-03                      | Колумбус Блю-Джекетс         | НХЛ                          | 74                           | 17                           | 22                           | 39                           | 78                           | —       | —       | —       | —       | —       |
| 2003-04                      | Колумбус Блю-Джекетс         | НХЛ                          | 80                           | 41                           | 16                           | 57                           | 87                           | —       | —       | —       | —       | —       |
| 2004-05                      | Давос                        | НЛА                          | 44                           | 27                           | 20                           | 47                           | 83                           | 15      | 9       | 2       | 11      | 26      |
| 2005-06                      | Колумбус Блю-Джекетс         | НХЛ                          | 54                           | 31                           | 23                           | 54                           | 51                           | —       | —       | —       | —       | —       |
| 2006-07                      | Колумбус Блю-Джекетс         | НХЛ                          | 75                           | 27                           | 30                           | 57                           | 73                           | —       | —       | —       | —       | —       |
| 2007-08                      | Колумбус Блю-Джекетс         | НХЛ                          | 80                           | 38                           | 31                           | 69                           | 95                           | —       | —       | —       | —       | —       |
| 2008-09                      | Колумбус Блю-Джекетс         | НХЛ                          | 78                           | 40                           | 39                           | 79                           | 52                           | 4       | 1       | 2       | 3       | 2       |
| 2009-10                      | Колумбус Блю-Джекетс         | НХЛ                          | 12                           | 8                            | 9                            | 17                           | 8                            | —       | —       | —       | —       | —       |
| 2010-11                      | Колумбус Блю-Джекетс         | НХЛ                          | 75                           | 32                           | 34                           | 66                           | 34                           | —       | —       | —       | —       | —       |
| 2011-12                      | Колумбус Блю-Джекетс         | НХЛ                          | 82                           | 30                           | 29                           | 59                           | 40                           | —       | —       | —       | —       | —       |
| 2012-13                      | Давос                        | НЛА                          | 17                           | 12                           | 6                            | 18                           | 8                            | —       | —       | —       | —       | —       |
| 2012-13                      | Нью-Йорк Рейнджерс           | НХЛ                          | 44                           | 21                           | 21                           | 42                           | 26                           | 12      | 1       | 4       | 5       | 0       |
| 2013-14                      | Нью-Йорк Рейнджерс           | НХЛ                          | 65                           | 26                           | 13                           | 39                           | 36                           | 25      | 3       | 7       | 10      | 8       |
| 2013–14                      | Нью-Йорк Рейнджерс           | НХЛ                          | 65                           | 26                           | 13                           | 39                           | 36                           | 25      | 3       | 7       | 10      | 8       |
| 2014–15                      | Нью-Йорк Рейнджерс           | НХЛ                          | 79                           | 42                           | 27                           | 69                           | 36                           | 19      | 5       | 9       | 14      | 4       |
| 2015–16                      | Нью-Йорк Рейнджерс           | НХЛ                          | 60                           | 15                           | 21                           | 36                           | 30                           | 5       | 2       | 2       | 4       | 4       |
| 2016–17                      | Нью-Йорк Рейнджерс           | НХЛ                          | 67                           | 23                           | 15                           | 38                           | 26                           | 12      | 3       | 2       | 5       | 4       |
| 2017–18                      | Нью-Йорк Рейнджерс           | НХЛ                          | 60                           | 18                           | 10                           | 28                           | 24                           | —       | —       | —       | —       | —       |
| 2017–18                      | Бостон Брюїнс                | НХЛ                          | 11                           | 3                            | 3                            | 6                            | 4                            | 12      | 3       | 2       | 5       | 10      |
| Всього в НХЛ                 | Всього в НХЛ                 | Всього в НХЛ                 | 1,060                        | 437                          | 368                          | 805                          | 750                          | 89      | 18      | 28      | 46      | 32      |
| Всього на чемпіонатах світу  | Всього на чемпіонатах світу  | Всього на чемпіонатах світу  | Всього на чемпіонатах світу  | Всього на чемпіонатах світу  | Всього на чемпіонатах світу  | Всього на чемпіонатах світу  | Всього на чемпіонатах світу  | 34      | 23      | 21      | 44      | 20      |
| Всього на Олімпійських іграх | Всього на Олімпійських іграх | Всього на Олімпійських іграх | Всього на Олімпійських іграх | Всього на Олімпійських іграх | Всього на Олімпійських іграх | Всього на Олімпійських іграх | Всього на Олімпійських іграх | 19      | 2       | 5       | 7       | 12      |

## Досягнення
- Чемпіон світу 2007
- Володар Моріс Рішар Трофі 2004 (разом з Джеромом Ігінлою та Іллею Ковальчуком)
- Учасник матчу всіх зірок НХЛ 2004, 2007, 2008, 2009
- Чемпіон Швейцарії 2005